# Инвернес (Шкотска)
Инвернес (енгл. Inverness, шкот. Inbhir Nis што значи град на ушћу реке Нес) је град у Уједињеном Краљевству у Шкотској. Највећи је и најважнији град Шкотског горја. Налази се на ушћу реке Нес у естуара Морај. Према процени из 2011. у граду је живело 62.470 становника.
Инвернес се налази близу попришта две велике битке: једне из 11. века против Норвежана и битка код Калодена из 18. века. Насеље је основано најкасније до 6. века, а прву краљевску повељу Инвернесу је дао краљ Давид I. Гелски краљ Магбет, чије је убиство краља Данкана овековечено у истоименој драми Вилијама Шекспира, поседовао је замак у граду.

## Партнерски градови
- Аугзбург
- Saint-Valery-en-Caux